# 에스타디오 데포르티보 칼리
에스타디오 데포르티보 칼리(스페인어: Estadio Deportivo Cali)는 콜롬비아 팔미라에 위치한 경기장으로 수용 인원은 42,000명이다. 데포르티보 칼리의 홈 구장으로 사용되고 있다.